# Jan Sobiło
Jan Władysław Sobiło (ur. 31 maja 1962 w Nisku) – polski duchowny rzymskokatolicki, biskup pomocniczy charkowsko-zaporoski od 2010.

## Życiorys
Syn Jana i Zofii (jako dziesiąte z kolei dziecko). Wuj prezydenta Stalowej Woli Lucjusza Nadbereżnego. Do szkoły podstawowej uczęszczał w Zarzeczu, następnie kontynuował naukę w liceum ogólnokształcącym w Nisku, gdzie w 1981 zdał maturę. Po ukończeniu Metropolitalnego Seminarium Duchownego w Lublinie, 13 grudnia 1986 został wyświęcony na prezbitera przez biskupa Bolesława Pylaka.
Po święceniach pracował w jako wikariusz w parafiach Stróża koło Kraśnika i Zamościu (duszpasterz nauczycieli przy kuratorium). Następnie wyjechał na Ukrainę, gdzie od 1993 był proboszczem w Zaporożu oraz wikariuszem generalnym diecezji charkowsko-zaporoskiej.
30 października 2010 Benedykt XVI mianował go biskupem pomocniczym diecezji charkowsko-zaporoskiej ze stolicą tytularną Bulna. Sakry biskupiej udzielił mu 8 grudnia 2010 biskup Marian Buczek.

## Odznaczenia i nagrody
- Krzyż Komandorski Orderu Zasługi RP – 2025[8]
- Krzyż Oficerski Orderu Zasługi RP – 2016[9][10]

- Nagroda im. Stefana Kardynała Wyszyńskiego Prymasa Tysiąclecia za 2022 rok – 2023[11]